# Інноваційні хвилі розвитку
Інноваці́йні хви́лі ро́звитку — специфічна закономірність інноваційного розвитку в часі, яка полягає у циклічних сплесках масштабів інвестицій і їх зменшенні.
У 1940-ті роки австрійським економістом Шумпетером уперше були відзначені інноваційні хвилі, які з часом стають дедалі коротшими. Він підкреслив, що інноваційні хвилі, відрахунок яких ведеться з Промислової революції XVIII ст. в Англії, з'являються та зникають через 50-60 років. Кожна нова хвиля приносить із собою початок чергової «Економічної епохи», що характеризується різким зростанням інвестицій, а потім знову йде новий спад. Втім після кожної такої нової хвилі країна в цілому стає дедалі багатшою.

## Основні інноваційні хвилі розвитку
- Перша інноваційна хвиля, інспірована появою парових двигунів і розвитком текстильної промисловості та металургії, тривала з 1780 по 1840 рр.;
- друга хвиля, пов'язана з розвитком залізниць і сталеливарної промисловості, тривала більш як 50 років і завершилася приблизно у 1900 р.;
- третя хвиля, яка також тривала 50 років, була пов'язана з поширенням електрики та розвитком двигуна внутрішнього згоряння;
- четверта хвиля, яка тривала з 1950 по 80-ті роки XX ст., тобто більш як 35 років, характеризувалася досягненнями в хімічній промисловості, електроніці та аерокосмічній промисловості;
- п'ята хвиля почалася приблизно у 1989 р. із значного поширення корпоративних мереж типу «клієнт-сервер», розвитку програмного забезпечення, мультимедіа і телекомунікацій. Ця хвиля ще є далекою від завершення: вона має тривати і завершитися новим технологічним стрибком десь у 2010–2020 рр.